# Eduard von Jena (General, 1834)
Karl Wilhelm Eduard von Jena (* 28. März 1834 in Döbbernitz; † 21. März 1911 in Eberswalde) war ein preußischer General der Infanterie.

## Leben

### Herkunft
Eduard entstammte dem thüringischen Adelsgeschlecht von Jena. Er war der Sohn des gleichnamigen Rittmeisters a. D. und Herrn auf Döbbernitz Eduard von Jena (1798–1847) und dessen Ehefrau Beate, geborene Toinow von Rayska (1802–1882). Sie war die Schwester des Portraitmalers Ferdinand von Rayski.

### Militärkarriere
Jena besuchte ab 1847 kurz die Ritterakademie in Brandenburg an der Havel, das Gymnasium in Frankfurt (Oder) sowie die Plessensche Militärvorbereitungsanstalt in Berlin. Am 1. Mai 1852 trat er in Görlitz in das 5. Jäger-Bataillon der Preußischen Armee ein. Dort avancierte Jena bis Oktober 1853 zum Portepeefähnrich, bevor er am 11. September 1855 zur Reserve entlassen wurde. Im Dezember 1855 wurde er wieder in der Armee angestellt und versah seinen Dienst beim 12. Infanterie-Regiment. Mit Patent vom 1. Mai 1856 wurde Jena am 14. August 1856 zum Sekondeleutnant befördert. Vom 1. Mai 1859 bis zum 30. November 1862 fungierte er als Adjutant des Füsilier-Bataillons und anschließend als Regimentsadjutant. In dieser Stellung am 10. Juli 1863 zum Premierleutnant befördert, nahm Jena 1866 während des Krieges gegen Österreich an den Schlachten bei Gitschin und Königgrätz teil. Ausgezeichnet mit dem Roten Adlerorden IV. Klasse mit Schwertern wurde Jena nach dem Friedensschluss als Hauptmann in das Infanterie-Regiment Nr. 76 nach Hannover versetzt. Hier kommandierte er zunächst die 5. Kompanie und übernahm im Frühjahr 1869 die 11. Kompanie in Lübeck. Jena nahm 1870/71 während des Krieges gegen Frankreich an den Belagerungen von Metz, Toul und Paris sowie den Schlachten bei Orléans, Beaugency und Le Mans teil. Im Gefecht bei Villejouan gelang es ihm als Führer des Füsilier-Bataillons 500 französische Gefangene zu machen. Dafür überreichte ihm sein Armeeführer Großherzog Friedrich Franz II. das Eiserne Kreuz I. Klasse.
Nach Kriegsende wurde Jena in das Königin Augusta Garde-Grenadier-Regiment Nr. 4 in Koblenz versetzt. Hier führte er zunächst die 12., später die 4. Kompanie. Mit der Beförderung zum Major stellte man ihn am 11. August 1874 à la suite seines Regiments und ernannte Jena zum Kommandeur der Unteroffizierschule Biebrich. Am 14. Januar 1879 kehrte er mit der Ernennung zum Kommandeur des II. Bataillons im 8. Brandenburgischen Infanterie-Regiment Nr. 64 (Prinz Friedrich Carl von Preußen) in den Truppendienst zurück. Er wurde Mitte September 1881 Oberstleutnant und stieg am 15. November 1883 als etatsmäßiger Stabsoffizier, also Stellvertreter des Regimentskommandeurs, in den Regimentsstab auf. Am 1. April 1885 beauftragte man ihn dann mit der Führung des 4. Brandenburgischen Infanterie-Regiments (Großherzog Friedrich Franz II. von Mecklenburg-Schwerin) in Neuruppin. Mit der Beförderung zum Oberst folgte am 3. Dezember 1885 seine Ernennung zum Regimentskommandeur. Nach Übergabe des Regiments an seine  Nachfolger wurde Jena am 15. Dezember 1888 zum Generalmajor befördert und zum Inspekteur der Infanterieschulen ernannt. In dieser Stellung hatte Jena maßgeblichen Anteil am weiteren Ausbau der Unteroffizierschulen. Am 16. Mai 1891 wurde er mit der Führung der 7. Division in Magdeburg beauftragt und mit der Beförderung zum Generalleutnant am 19. September 1891 zum Kommandeur dieses Großverbandes ernannt. In gleicher Eigenschaft war Jena vom 19. Dezember 1893 bis zum 26. Januar 1896 bei der 31. Division in Straßburg tätig. Anschließend wurde er zum Gouvnerneur der Festung Straßburg ernannt. In dieser Stellung verlieh ihm Wilhelm II. am 1. September 1896 den Charakter als General der Infanterie. Am 22. Mai 1899 wurde Jena zu den Offizieren von der Armee versetzt. Er reichte daraufhin seinen Abschied ein und wurde am 3. Juli 1899 mit der gesetzlichen Pension unter Verleihung des Großkreuzes des Roten Adlerordens mit Eichenlaub und Schwertern zur Disposition gestellt.
Nach seiner Verabschiedung zog Jena nach Eberswalde, wo er nach seinem Tod auch bestattet wurde.

### Familie
Jena heiratete am 26. Juni 1859 in Frankfurt (Oder) Elisabeth Freiin von Dalwig (1840–1880). Sie war die Tochter des preußischen Generalmajors Ludwig von Dalwig (1800–1866). Aus der Ehe gingen folgende Kinder hervor:
- Elisabeth (*/† 1861)
- Eduard (1862–1924), preußischer Generalmajor ⚭ 1897 Alice von Randow (* 1877)
- Maria (*/† 1864)
- Karl (1865–1920), preußischer Hauptmann, Ehrenritter des Johanniterordens ⚭ 1899 Hedwig Boeckmann (* 1879)
- Wilhelm (1866–1926), preußischer Major, Herr auf Jahmen ⚭ 1891 Else Wilkins (* 1871)
- Elfriede (* 1868) ⚭ 1889 in Berlin Franz von Donop (1854–1938), preußischer Generalmajor
- Margarethe (1869–1925)
- Gottfried (*/† 1871)
- Hans (1872–1883)
- August Friedrich (1873–1921), deutscher Oberstleutnant, zuletzt Bataillonskommandeur im 9. (Preußisches) Infanterie-Regiment ⚭ 1908 Ruth von dem Knesebeck (* 1879)
- Leo (1876–1957), SS-Gruppenführer ⚭ 1914 Josefine Margarethe Schumacher
- Ferdinand (* 1878), preußischer Major
- Sophie (* 1880) ⚭ 1904 Albert Oberhof († 1910), Pfarrer an der Charité

Nach dem frühen Tod seiner ersten Frau ehelichte Jena am 27. Februar 1893 in Bordesholm Marie Gräfin von Baudissin (* 1872), eine Tochter des Regierungspräsidenten Traugott von Baudissin.